# Серапион (Сысоев)
Митрополи́т Серапио́н (ум. 2 (12) мая 1653) — епископ Русской православной церкви, митрополит Крутицкий (Сарский и Подонский).
Память в Соборе Тверских святых.

## Биография
Родился в городе Кашине в семье Саввы Максимовича Сысоева, соборного протоиерея, и Стефаниды, в иночестве Филониды. О первоначальной жизни Серапиона не сохранилось сведений.
Принял монашество в Калязинском монастыре.
С 1628 года — архимандрит Спасо-Андрониева монастыря в Москве.
8 июля 1634 года был перемещён в Рождественский монастырь в городе Владимире.
1 января 1637 года хиротонисан во епископа Крутицкого (Сарского и Подонского) с возведением в сан митрополита.
В междупатриаршество с 28 ноября 1640 года по 27 марта 1642 года управлял делами Русской церкви. В марте 1642 года участвовал в избрании и посвящении патриарха Иосифа.
В 1645 году участвовал в венчании на царство Алексея Михайловича.
В 1651 году удалился на покой в Калязинский монастырь.
Серапион скончался 2 мая 1653 года в Калязине. Погребен в соборном Троицком храме Калязинского монастыря, в западной части паперти, с правой стороны от дверей храма.